# Maniitsoq
Maniitsoq (danska: Sukkertoppen) är en stad med cirka 2 800 invånare i Qeqqata kommun på Grönlands västkust. Den ligger på en ö med samma namn, strax utanför Grönlands fastland. Ön domineras av ett bergsmassiv med två toppar "Pattefjeld" (danska).
Ordet Maniitsoq är inuktitut och betyder egentligen Det ojämna, men översätts oftast till Sockertoppen (Sukkertoppen på danska), vilket också är namnet på två kägelformade bergstoppar nära Kangaamiut. Det var också här den danska kolonin Sukkertoppen/Maniitsoq ursprungligen etablerades 1755, innan den år 1782 flyttades till den plats där Maniitsoq ligger idag.
2012 offentliggjordes att man funnit en tre miljarder år gammal krater i området kring Maniitsoq.

## Vänorter
- Esbjerg, Danmark